# All for One
All for One es una canción perteneciente a la exitosa banda sonora de la película de Disney Channel High School Musical 2, y también forma parte del CD oficial. El título es como el famoso dicho de los Tres Mosqueteros: "Todos para uno y uno para todos".

## Canción
El título significa "Todos Para Uno" y al igual que la última canción de la primera película High School Musical esta canción nos demuestra que a pesar de todo lo que pase los amigos están dispuestos a no terminar sus relaciones.
La canción cuenta con un video (segmento de la película) en el que aparecen los protagonistas cantando en una piscina del Club, en el cual se desarrolla el film. Es una de las canciones más movidas, y entre la gente del video aparece Miley Cyrus durante 5 segundos, participación especial que no figura en los créditos de la película.
En España el CD incluye una versión en español de la canción.

## Personajes
Zac Efron,
Corbin Bleu,
Lucas Grabeel,
Vanessa Hudgens,
Monique Coleman y 
Ashley Tisdale
- Datos: Q2837562